# La Religieuse portugaise
Pour plus de détails, voir Fiche technique et Distribution.
La Religieuse portugaise (A Religiosa Portuguesa) est un film franco-portugais réalisé par Eugène Green, sorti en 2009.

## Synopsis
Julie, une actrice française lusophone est dépêchée à Lisbonne pour le tournage d'un film inspiré par le texte des Lettres portugaises. Elle y interprète une religieuse du XVIIe siècle qui tombe amoureuse d'un jeune officier français. Lors de ses pérégrinations dans la ville, un jeune orphelin l'attendrit, un homme distingué, culpabilisé par la compromission de son père avec le régime salazariste la charme, et une religieuse qui passe ses nuits à prier dans une modeste chapelle, la fascine. Julie connait également une aventure avec son partenaire de jeu. À travers ses rencontres, elle tente de donner une nouvelle direction à sa vie.

## Fiche technique
- Titre : La Religieuse portugaise
- Titre original : A Religiosa Portuguesa
- Scénario et réalisation : Eugène Green
- Production : Sandro Aguilar, Luís Urbano et Martine de Clermont-Tonnerre
- Image : Raphael O'Byrne
- Son : Vasco Pimentel, Georges-Henri Mauchant (montage son) et Stéphane Thiébaut (mixage)
- Montage : Valérie Loiseleux
- Pays d'origine :  Portugal -  France
- Format : couleur - 1,85:1 - Dolby Digital SRD - 35 mm
- Durée : 127 minutes
- Date de sortie : 11 novembre 2009 (France)

## Distribution
- Leonor Baldaque : Julie de Hauranne
- Francisco Mozos : Vasco
- Diogo Dória : D. Henrique Cunha
- Ana Moreira : Irma Joana
- Eugène Green : Denis Verde
- Adrien Michaux : Martin Dautand
- Beatriz Batarda : Madalena
- Carloto Cotta : Dom Sebastião

## Casting
Eugène Green interprète le rôle du réalisateur Denis Verde, et l'équipe technique du film apparaît à plusieurs reprises pour les rôles correspondant à leurs fonctions respectives.

## Réception critique
Émile Breton dans L'Humanité qualifie le film de « plus beau poème qu'un cinéaste dédia à Lisbonne ».